# Nørre-Snede Kommune
| Strukturdaten       | Strukturdaten        |
| ------------------- | -------------------- |
| Sitz der Verwaltung | Nørre Snede          |
| Fläche              | 254,02 km²           |
| Einwohner           | 7266 (2005)          |
| Kommune seit 2007   | Ikast-Brande Kommune |
| Website             | www.nr-snede.dk      |

Nørre-Snede Kommune war bis Dezember 2006 eine dänische Kommune im damaligen Vejle Amt in Jütland. Seit Januar 2007 ist sie zusammen mit den ehemaligen Kommunen Brande und Ikast Teil der neugebildeten Ikast-Brande Kommune.

## Persönlichkeiten
- Jon Lindenchrone Andersen (* 1997), Handballspieler